# Lifer
«Lifer» («лайфер» — пожизненно заключённый) — американская ню-метал-группа из города Уилкс-Барре, штат Пенсильвания. Коллектив выпустил всего один студийный альбом в 2001 году.

## История
Изначально группа называлась «Strangers with Candy». Именно под таким именем пятеро ребят победили в шоу каверов, где они исполняли песню «a-ha» «Take on Me». После этого группа выпускает EP «No Need» и меняет своё название сначала на «Driver», а затем на «Lifer».
«Lifer» подписывают контракт с «Universal Music Group» на запись первого полноформатного альбома. Альбом «Lifer» вышел в августе 2001 года. Его продюсером стал гитарист известной группы «Rush» Алекс Лайфсон.
Но дебютная пластинка не оправдала ожиданий. Альбом раскритиковали все. Интернет-портал «Allmusic» дал оценку в полтора балла по пятибалльной системе.
Группа распалась. Гитарист Аарен Финк и басист Марк Клепаски перешли в группу «Breaking Benjamin». Оставшиеся члены «Lifer» организовали группу «myDownfall». Затем Ник Койл собрал свою группу под названием «The Drama Club».

## Участники
- Ник Койл — вокал
- Аарон Финк — гитара
- Марк Клепаски — бас-гитара
- Крис Лайткэп — гитара
- Тони Крусцка — диджеинг, бэк-вокал

## Дискография

### Студийные альбомы
«Lifer» (14 августа, 2001)
1. My Room
2. Ugly
3. Boring
4. Swallow
5. No Need
6. Parade
7. New
8. Disbelief
9. Blurred
10. Heave
11. Not Like You
12. Breathless
13. Perfect

### Мини-альбомы
«No Need» (2000)
1. Boring
2. My Room
3. Perfect
4. Key of Me
5. No Need
6. Heave
7. Idiot

«Lifer IV EP» («myDownfall IV EP») (2002)
1. Wake Up
2. Memo
3. Figment
4. Pedestal